# Gordon Schultz
Gordon Schultz (* in den Vereinigten Staaten) ist ein Pianist, Komponist und Musikproduzent christlicher Musik und lebt heute in der Schweiz.

## Leben
Nach seinem Master-Musikstudium am American Conservatory of Music in Chicago zog Gordon Schultz 1972 auf Einladung des Evangelisten Anton Schulte nach Deutschland um hier als Musiker in dessen Missionswerk Neues Leben mitzuwirken. In den folgenden Jahren arbeitete Schultz sowohl als Instrumentalsolist als auch Arrangeur und Begleiter für unterschiedliche Solisten und Chöre in  Europa. So lernte er in der Schweiz seine Frau Christine kennen, ebenfalls Pianistin. Hier leben die beiden in Wettingen.

## Diskografie

### Instrumentalalben
- Gordon Schultz spielt Evangeliumsmusik. (Hänssler Music, 1977)
- Amazing Grace. (Hänssler Music, 1980)
- Close to Classics. (Hänssler Classic, 1996)
- Feiern und loben am Flügel. (Hänssler Music, 2006)
- Mit Herzen, Mund und Händen. (SCM Hänssler, 2022)

### Konzeptprojekte
- Mit ihm unterwegs: Texte: Marie Hüsing; Musik: Gordon Schultz. (S+G, 1983)
- Singen wir, spielen wir: 29 Lieder für kleine Leute. (ERF-Verlag, 198?)
- Mach die Augen auf: Musical von Gordon Schultz. (Adonia, 1993)